# صكير حار
صكير حار أو صقير حار أو ساكر حار، هو الملك الهكسوسي الغامض الذي حكم في الأسرة الخامسة عشر في مصر القديمة في عصر الفترة الانتقالية الثانية.
وقد تم الكشف عنه بواسطة مانفريد بيتاك، الذي وجد اسمه منقوشًا على دعامة باب مكتشفة حديثًا في تل الضبعة في مصر القديمة.

## قراءات إضافية
- I. Hein (ed), Pharaonen und Fremde - Dynastien im Dunkeln, Vienna 1994, 150-152, No. 126 (photographic picture of the doorjamb)
- Kim Ryholt, The Political Situation in Egypt during the Second Intermediate Period c.1800-1550 B.C., Museum Tuscalanum Press, (1997), 463 pages, ISBN 87-7289-421-0